# Prasocuris ohbayashii
Prasocuris ohbayashii là một loài bọ cánh cứng trong họ Chrysomelidae. Loài này được Sato miêu tả khoa học năm 1985.